# Iniciativa pela Catalunha Verdes
A Iniciativa pela Catalunha Verdes (em catalão: Iniciativa per Catalunya Verds, ICV) foi um partido político da Catalunha. A ICV foi fundada em 1987, como uma coligação eleitoral de vários partidos de esquerda da Catalunha, liderada pelo Partido Socialista Unificado da Catalunha. 
A ICV era um partido de ideologia socialista, ecossocialista, que defendia uma Catalunha dentro de uma Espanha federal.
Uma dívida de cerca de nove milhões levaram o partido à insolvência e consequente dissolução em 2019.
Antigos militantes fundaram em março de 2021 um novo partido denominado "Esquerra Verda" (Esquerda Verde).

## Resultados eleitorais

### Eleições legislativas de Espanha

#### Resultados referentes à Catalunha
| Data | CI.     | Votos   | %           | +/-     | Deputados | +/-     | Status            | Coligação      |
| ---- | ------- | ------- | ----------- | ------- | --------- | ------- | ----------------- | -------------- |
| 1989 | 4.º     | 231 452 | 7,3 / 100,0 |         | 3 / 46    |         | Oposição          | Esquerda Unida |
| 1993 | 4.º     | 273 444 | 7,5 / 100,0 | 0,2     | 3 / 47    | Estável | Oposição          | Esquerda Unida |
| 1996 | 4.º     | 296 985 | 7,6 / 100,0 | 0,1     | 2 / 46    | 1       | Oposição          | Esquerda Unida |
| 2000 | 5.º     | 119 290 | 3,5 / 100,0 | 4,1     | 1 / 46    | 1       | Oposição          |                |
| 2004 | 5.º     | 234 790 | 5,8 / 100,0 | 2,3     | 2 / 47    | 1       | Apoio parlamentar | Esquerda Unida |
| 2008 | 5.º     | 183 338 | 4,9 / 100,0 | 0,9     | 1 / 47    | 1       | Oposição          | Esquerda Unida |
| 2011 | 4.º     | 280 152 | 8,1 / 100,0 | 3,2     | 3 / 47    | 2       | Oposição          | Esquerda Unida |
| 2015 | Podemos | Podemos | Podemos     | Podemos | 3 / 47    | Estável | Oposição          | Podemos        |
| 2016 | Podemos | Podemos | Podemos     | Podemos | 2 / 47    | 1       | Oposição          |                |

### Eleições regionais da Catalunha
| Data | CI.                        | Votos                      | %                          |                            | Deputados | +/-     | Status   | Coligação        |
| ---- | -------------------------- | -------------------------- | -------------------------- | -------------------------- | --------- | ------- | -------- | ---------------- |
| 1988 | 3.º                        | 209 211                    | 7,8 / 100,0                |                            | 9 / 135   |         | Oposição |                  |
| 1992 | 4.º                        | 171 794                    | 6,5 / 100,0                | 1,3                        | 7 / 135   | 2       | Oposição |                  |
| 1995 | 4.º                        | 313 092                    | 9,7 / 100,0                | 3,2                        | 11 / 135  | 4       | Oposição |                  |
| 1999 | 5.º                        | 78 441                     | 2,5 / 100,0                | 7,2                        | 3 / 135   | 8       | Oposição |                  |
| 2003 | 5.º                        | 241 163                    | 7,3 / 100,0                | 4,8                        | 9 / 135   | 6       | Governo  | Aliança com EUiA |
| 2006 | 5.º                        | 282 693                    | 9,5 / 100,0                | 2,2                        | 12 / 135  | 3       | Governo  | Aliança com EUiA |
| 2010 | 4.º                        | 230 824                    | 7,4 / 100,0                | 2,1                        | 10 / 135  | 2       | Oposição | Aliança com EUiA |
| 2012 | 5.º                        | 359 705                    | 9,9 / 100,0                | 2,5                        | 13 / 135  | 3       | Oposição | Aliança com EUiA |
| 2015 | Catalunha Sim Se Pode      | Catalunha Sim Se Pode      | Catalunha Sim Se Pode      | Catalunha Sim Se Pode      | 3 / 135   | 9       | Oposição |                  |
| 2017 | Catalunha em Comum-Podemos | Catalunha em Comum-Podemos | Catalunha em Comum-Podemos | Catalunha em Comum-Podemos | 3 / 135   | Estável | Oposição |                  |